# Актюбинская улица
Актю́бинская у́лица — улица в Октябрьском районе города Орска Оренбургской области. Расположена в центральной части входящего в состав города посёлка Елшанка. Названа решением Сталинского горисполкома № 140 от 26.03.1954 года именем города Актюбинск Казахской ССР (ныне — Актобе).
Улица начала застраиваться в конце 1940-х годов. В настоящее время на улице расположены один двухэтажный кирпичный жилой дом и более 40 одноэтажных жилых домов их кирпича, шлакоблоков и дерева.